# Courtesoult-et-Gatey
Courtesoult-et-Gatey is een gemeente in het Franse departement Haute-Saône (regio Bourgogne-Franche-Comté) en telt 63 inwoners (2011). De plaats maakt deel uit van het arrondissement Vesoul.

## Geografie
De oppervlakte van Courtesoult-et-Gatey bedraagt 10,9 km², de bevolkingsdichtheid is dus 5,8 inwoners per km².
De onderstaande kaart toont de ligging van Courtesoult-et-Gatey met de belangrijkste infrastructuur en aangrenzende gemeenten.

## Demografie
Onderstaande figuur toont het verloop van het inwonertal (bron: INSEE-tellingen).